# Сіліндер (Айова)
Сіліндер (англ. Cylinder) — місто (англ. city) в США, в окрузі Пало-Альто штату Айова. Населення — 87 осіб (2020).

## Географія
Сіліндер розташований за координатами 43°5′23″ пн. ш. 94°33′5″ зх. д. / 43.08972° пн. ш. 94.55139° зх. д. (43.089585, -94.551362).  За даними Бюро перепису населення США в 2010 році місто мало площу 0,18 км², уся площа — суходіл. В 2017 році площа становила 0,21 км², уся площа — суходіл.

## Демографія
Згідно з переписом 2010 року, у місті мешкало 88 осіб у 39 домогосподарствах у складі 22 родин. Густота населення становила 479 осіб/км².  Було 44 помешкання (240/км²).
Расовий склад населення:
| - 98,9 % — білих |

До двох чи більше рас належало 1,1 %. Частка іспаномовних становила 0,0 % від усіх жителів.
За віковим діапазоном населення розподілялося таким чином: 23,9 % — особи молодші 18 років, 56,8 % — особи у віці 18—64 років, 19,3 % — особи у віці 65 років та старші. Медіана віку мешканця становила 47,5 року. На 100 осіб жіночої статі у місті припадало 125,6 чоловіків;  на 100 жінок у віці від 18 років та старших — 103,0 чоловіків також старших 18 років.
Середній дохід на одне домашнє господарство  становив 63 700 доларів США (медіана — 54 750), а середній дохід на одну сім'ю — 76 374 долари (медіана — 63 125). За межею бідності перебувало 2,8 % осіб, у тому числі 0,0 % дітей у віці до 18 років та 25,0 % осіб у віці 65 років та старших.
Цивільне працевлаштоване населення становило 40 осіб. Основні галузі зайнятості: освіта, охорона здоров'я та соціальна допомога — 25,0 %, сільське господарство, лісництво, риболовля — 20,0 %, виробництво — 17,5 %.